# ألفونسو فورد
ألفونسو فورد (بالإنجليزية: Alphonso Ford)‏ مواليد 31 أكتوبر 1971 في مسيسيبي - الوفاة 04 سبتمبر 2004، كان لاعب كرة سلة أمريكي بدأ مسيرته الاحترافية في سنة 1993 وحمل الرقم 3 و8. بلغ طوله 6 قدم 4 بوصة (1.9 م). اعتزل اللعب في 2004.

## فرق لعب لها
- فيلادلفيا سفنتي سيكسرز
- نادي أولمبياكوس لكرة السلة

## روابط خارجية
- ألفونسو فورد على موقع الدوري الأوروبي لكرة السلة (الإنجليزية)
- ألفونسو فورد على موقع إن بي أي (الإنجليزية)
- ألفونسو فورد على موقع سبورتس رفرنس (الإنجليزية)
- ألفونسو فورد على موقع الدوري الإسباني لكرة السلة (الإسبانية)
- ألفونسو فورد على موقع كرة السلة الأوروبية.كوم (الإنجليزية)
- ألفونسو فورد على موقع كلية كرة السلة في سبورتس رفرنس.كوم (الإنجليزية)
- ألفونسو فورد على موقع ريلجم (الإنجليزية)
- ألفونسو فورد على موقع بروبوليرز (الإنجليزية)
- ألفونسو فورد على موقع سبورتس رفرنس (الإنجليزية)